# Drenovec pri Bukovju
Drenovec pri Bukovju je naselje u Općini Brežice u istočnoj Sloveniji. Drenovec pri Bukovju se nalazi u pokrajini Dolenjskoj i statističkoj regiji Donjoposavskoj. 

## Stanovništvo
Prema popisu stanovništva iz 2002. godine Drenovec pri Bukovju je imalo 101 stanovnika.

### Etnički sastav
1991. godina:
- Slovenci: 111 (87,4%)
- Hrvati: 4 (3,1%)
- Jugoslaveni: 3 (2,4%)
- nepoznato: 9 (7,1%)

## Vanjske poveznice
- Satelitska snimka naselja  Arhivirana inačica izvorne stranice od 29. srpnja 2017. (Wayback Machine)